# Ikram Adjabi
Ikram Adjabi (en arabe : إكرام عجابي), née le 23 mai 1998 à Beni Messous, est une footballeuse internationale algérienne évoluant au poste d'attaquante au Havre.

## Biographie

### Carrière en club
Ikram Adjabi, née le 23 mai 1998 à Beni Messous en Algérie, à démarré le football au Tremblay FC.
En 2018, alors qu'elle joue avec l’équipe réserve du Paris FC, un membre du Le Havre AC lui demande de faire un essai. À l’époque, leur montée en Division 2 n’était pas assurée, malgré tout elle signe au club et déclare : « j’y suis allé, sur un coup de tête. Je n’avais rien à perdre ». Après deux saisons passé au club, en juillet 2020, elle signe en faveur de l'US Orléans, en D2 féminine.
Depuis l'été 2022, Ikram a rejoint le projet ambitieux du GPSO 92 Issy pour apporter son expérience de la Division 2 et ses buts.  

### Carrière en sélection
En mars 2020, elle est appelée pour la première fois en équipe d'Algérie, pour participer à un stage en préparation du premier tour éliminatoire de la Coupe d’Afrique des nations 2020,. La compétition est annulée pour cause de pandémie de Covid-19.
En octobre 2021, elle est convoquée pour la première fois en équipe d'Algérie par la sélectionneuse Radia Fertoul pour participer à une double confrontation face au Soudan, dans le cadre des éliminatoires de la CAN 2022, mais n'entre pas en jeu. Le match retour prévu le 26 octobre est finalement annulé à la suite du coup d'État au Soudan,.
En novembre 2021, elle est de nouveau convoquée pour deux rencontres amicales contre la Tunisie. Le 25 novembre 2021, elle honore sa première sélection en tant que titulaire contre la Tunisie. Le match se solde par une victoire 0-1 des Algériennes. Le 28 novembre 2021, elle inscrit son premier but en sélection face à la Tunisie, victoire 2-4.

## Statistiques

### Statistiques détaillées
| Saison                | Club                  | Championnat           | Championnat | Championnat | Coupe(s) nationale(s) | Coupe(s) nationale(s) | Algérie | Algérie | Total | Total |
| Saison                | Club                  | Division              | M.          | B.          | M.                    | B.                    | M.      | B.      | M.    | B.    |
| 2014-2015             | Tremblay FC           | Division 2            | 3           | 0           | -                     | -                     | -       | -       | 3     | 0     |
| 2015-2016             | Tremblay FC           | Division 2            | 4           | 2           | -                     | -                     | -       | -       | 4     | 2     |
| Sous-total            | Sous-total            | Sous-total            | 7           | 2           | -                     | -                     | -       | -       | 7     | 2     |
| 2018-2019             | Le Havre AC           | Division 2            | 20          | 2           | 2                     | 0                     | -       | -       | 22    | 2     |
| 2019-2020             | Le Havre AC           | Division 2            | 16          | 2           | 2                     | 1                     | -       | -       | 18    | 3     |
| Sous-total            | Sous-total            | Sous-total            | 36          | 4           | 4                     | 1                     | -       | -       | 40    | 5     |
| 2020-2021             | US Orléans            | Division 2            | 6           | 6           | -                     | -                     | -       | -       | 6     | 6     |
| 2021-2022             | US Orléans            | Division 2            | 12          | 3           | 3                     | 2                     | 2       | 1       | 17    | 6     |
| Sous-total            | Sous-total            | Sous-total            | 18          | 9           | 3                     | 2                     | 2       | 1       | 23    | 12    |
| 2022-2023             | GPSO 92 Issy          | Division 2            | 9           | 6           | 1                     | 0                     | 0       | 0       | 10    | 6     |
| Total sur la carrière | Total sur la carrière | Total sur la carrière | 70          | 21          | 8                     | 3                     | 2       | 1       | 80    | 25    |

### En sélection

#### Matchs internationaux
Le tableau suivant liste les rencontres de l'équipe d'Algérie dans lesquelles Ikram Adjabi a été sélectionnée depuis le 25 novembre 2021 jusqu'à présent.

#### Buts internationaux
| 0   | Date             | Lieu                                      | Compétition  | Résultat | Adversaire | Détail | Détail | Détail | Sél. |
| --- | ---------------- | ----------------------------------------- | ------------ | -------- | ---------- | ------ | ------ | ------ | ---- |
| 1er | 28 novembre 2021 | Stade municipale d'Ariana, Tunis, Tunisie | Match amical | V 2-4    | Tunisie    | 78e    | -      | 2-4    | 2e   |